# Philodina squamosa
Philodina squamosa är en hjuldjursart som beskrevs av Murray 1906. Philodina squamosa ingår i släktet Philodina och familjen Philodinidae. Inga underarter finns listade i Catalogue of Life.